# Godelieve Monden
Godelieve Monden (Antwerpen, 21 september 1949) is een Belgische gitariste binnen de klassieke muziek.

## Biografie
Ze kreeg haar eerste muziekopleiding op zesjarige leeftijd van Frans De Groodt (leerling van Emilio Pujol) alsook aan de Muziekacademie van Borgerhout. Daarna kwam een vervolgopleiding van Victor Van Puyenbroeck aan het Koninklijk Conservatorium Antwerpen (1966-1969) met eerste prijzen op het gebied van gitaar (1967) en kamermuziek (1968). Qua opleiding verhuisde ze naar Parijs om les te krijgen van Teddy Chemla aan de Schola Cantorum de Paris. Daar kreeg ze de Virtuositeitsprijs toegekend (1969) met vermelding “maximum”.
Godelieve Monden volgde daarna nog talrijke masterclasses o.a. bij Andrés Segovia, José Tomás, Barbara Polášek, Óscar Cáceres en Narciso Yepes. Met de laatste maakte ze als duo ook een aantal muziekalbums. Ook in die periode ontving ze diverse prijzen, zoals de tweede plaats bij een wedstrijd uitgeschreven door de ORTF (1970), een festival (jeunes solistes) in Bordeaux (1972) en een gitaarwedstrijd in Granada (Concurso Internacional de interpretación musical-guitarra, 1978).
Ze gaf solorecitals en soleerde bij orkesten in Europa, in Israël (1977), Zuid-Afrika (1979), de Verenigde Staten en Zuid-Amerika.
Monden gaf in het seizoen 1972/1973 les aan het Institut des hautes études musicales in het Zwitserse Sion. Godelieve Monden was van 1976 tot 2008 docente aan het Lemmensinstituut te Leuven.